# 前湾新区
前湾新区，旧称杭州湾新区、慈溪经济开发区，是中国浙江省宁波市下辖的一个行政管理区，位于宁波市北部，总面积604平方公里，托管慈溪市陆中湾街道、庵东镇:287、崇寿镇。

## 历史
2001年11月，浙江慈溪经济开发区启动开发。2005年6月，国务院批准在慈溪经济开发区内设立浙江慈溪出口加工区。2010年2月23日，在整合慈溪出口加工区管委会和慈溪经济开发区管委会基础上，正式挂牌成立宁波杭州湾新区开发建设管理委员会。2010年8月，浙江省人民政府印发《浙江省产业集聚区发展总体规划》,宁波杭州湾产业集聚区列入产业集聚区。2011年2月，国务院批复《浙江海洋经济发展示范区规划》,宁波杭州湾新区列入浙江省海洋经济集聚区。2014年2月18日，新区内的慈溪经济开发区升格为国家级经济技术开发区，2015年4月，慈溪经济开发区更名为宁波杭州湾经济技术开发区，2016年成为国家级产城融合示范区，2019年5月14日设立宁波前湾新区指挥部，2019年7月9日获批设立宁波前湾新区，范围包括宁波杭州湾产业集聚区、余姚片区及慈溪片区，2021年12月，入选浙江高能级战略平台培育名单，12月29日宁波前湾新区正式揭牌，加挂中意宁波生态园管理委员会、宁波杭州湾经济技术开发区管理委员会、宁波前湾综合保税区管理委员会牌子，不再保留浙江慈溪出口加工区管理委员会、宁波杭州湾新区开发建设管理委员会牌子。